# Павлюк Ярослав Володимирович
Яросла́в Володи́мирович Павлю́к (15 жовтня 1988 — 17 грудня 2016) — старший сержант Збройних сил України, учасник російсько-української війни.

## Життєпис
Народився в 1988 році в м. Біла Церква (Київська область). 2004 року закінчив дев'ять класів Білоцерківської спеціалізованої школи № 12; продовжив навчання в Київському будівельному технікумі за спеціальністю «зелене господарство і садово-паркове будівництво». Мріяв бути військовим, тому в 2008 році підписав контракт на проходження військової служби у ЗС України, службу проходив в 72 ОМБр.
На передовій - з березня 2014 року; старший сержант, головний сержант взводу — командир бойової машини (БМ-21) 1-ї реактивної артилерійської батареї реактивного артилерійського дивізіону. Брав участь у боях за Амвросіївку, Савур-Могилу, Маріуполь, Волноваху, Авдіївку.
17 грудня 2016 року загинув внаслідок мінно-вибухової травми поблизу м. Авдіївки.
Без Ярослава лишились батько, мати - Надія Михайлівна, двоє братів та син (за іншими даними — дружина і двоє дітей 2010 р.н. та 2012 р.н.)
Похований в м. Біла Церква, на Алеї Слави кладовища «Сухий Яр».

## Нагороди
- Указом Президента України № 601/2020 від  29 грудня 2020 року  «Про відзначення державними нагородами України», за особисту мужність і самовіддані дії, виявлені у захисті державного суверенітету та територіальної цілісності України, нагороджений (посмертно) медаллю «За військову службу Україні»[1];
- відзнака «За оборону Маріуполя».

## Вшанування
- Почесний громадянин міста Біла Церква (31.8.2018 посмертно).
- 21 листопада 2017 року в білоцерківській спеціалізованій школі відкрито меморіальну дошку на честь Ярослава Павлюка.